# Harry Crafton
Harry Crafton (* vor 1949 Philadelphia; † nach 1960) war ein US-amerikanischer Rhythm-and-Blues-Sänger, Songwriter und Gitarrist.
Harry Crafton bleibt vor allem als Songtexter von Jimmy Prestons und Bill Haleys Song „Rock the Joint“ (auch: „We're Gonna Rock This Joint Tonight“) in Erinnerung. Unter eigenem Namen nahm er von 1949 bis 1954 für Irving Ballens Label Gotham einige Stücke auf, die ihm allerdings keine Hiterfolge einbrachten. Er trat auch unter der Bandbezeichnung The Jivetones und The Craft Tones auf und orientierte sich stilistisch an Künstlern wie „Cleanhead“ Vinson und Jimmy Witherspoon. Bekannte Songs Craftons waren „It's Been a Long Time Baby“, „Rusty Dusty“ und „Guitar Boogie“. Nach seiner Zeit beim Gotham-Label spielte er bei Doc Starke's Niteriders, die für Label wie MGM, Apollo, Teen, Sound und Swan aufnahmen, jedoch ohne großen kommerziellen Erfolg. Nachdem sich die Gruppe in den 1960er Jahren aufgelöst hatte, verschwand Crafton aus dem Musikgeschäft.

## Diskographische Hinweise
- Harry Crafton 1949-1954